# Meniaylovit
Meniaylovit ist ein sehr selten vorkommendes Mineral aus der Mineralklasse der „Halogenide“ mit der chemischen Zusammensetzung Ca4AlSi(SO4)F13·12H2O und damit chemisch gesehen ein wasserhaltiges Calcium-Aluminofluorid mit zusätzlichen Sulfationen.
Meniaylovit kristallisiert im kubischen Kristallsystem und entwickelt oktaedrische und kuboktaedrische Kristalle bis etwa 0,2 mm Größe, kommt aber meist in Form krustiger Überzüge vor. In reiner Form ist Meniaylovit farblos und durchsichtig mit einem glasähnlichen Glanz auf den Oberflächen. Durch vielfache Lichtbrechung aufgrund von Gitterfehlern oder polykristalliner Ausbildung kann er aber auch durchscheinend weiß sein und durch Fremdbeimengungen eine gelblichweiße Farbe annehmen. 

## Etymologie und Geschichte
Erstmals entdeckt wurde Meniaylovit (russisch: Меняйловит) in Mineralproben vom ersten und zweiten Schlackenkegel des Vulkans Tolbatschik auf der Halbinsel Kamtschatka im russischen Föderationskreis Ferner Osten. Die Analyse und Erstbeschreibung erfolgte durch Lidija Pawlowna Wergassowa, T. F. Semjonowa, V. B. Epifanowa, Stanislaw K. Filatow, V. M. Tschubarow (russisch: Л. П. Вергасова, Т. Ф. Семенова, В. Б. Епифанова, С. К. Филатов, В.М. Чубаров), die das Mineral nach dem russischen Vulkanologen und Geologen Igor Alexandrowitsch Menjailow  (englisch: Igor Aleksandrovich Meniaylov; russisch: Игорь Александрович Меняйлов; 1937–1993) benannten.
Das Mineralogen-Team reichte die Untersuchungsergebnisse und den gewählten Namen 2002 zur Prüfung bei der International Mineralogical Association (interne Eingangs-Nr. der IMA: 2002-050), die den Meniaylovit als eigenständige Mineralart anerkannte. Die Anerkennung wurde im Folgejahr im kanadischen Fachmagazin The Canadian Mineralogist bekanntgegeben. Die Publikation der Erstbeschreibund folgte 2004 im russischen Fachmagazin Вулканология и сейсмология (englisch: Volcanology and seismology).
Das Typmaterial des Minerals wird im Mineralogischen Museum der Russischen Akademie der Wissenschaften in Moskau unter der Katalog-Nr. 94292 (Schaukasten exp66-1) aufbewahrt.

## Klassifikation
Da der Meniaylovit erst 2002 als eigenständiges Mineral anerkannt wurde, ist er in der veralteten 8. Auflage der Mineralsystematik nach Strunz noch nicht verzeichnet. Einzig im Lapis-Mineralienverzeichnis nach Stefan Weiß, das sich aus Rücksicht auf private Sammler und institutionelle Sammlungen noch nach dieser alten Form der Systematik von Karl Hugo Strunz richtet, erhielt das Mineral die System- und Mineral-Nr. III/C.01-80. In der „Lapis-Systematik“ entspricht dies der Klasse der „Halogenide“ und dort der Abteilung „Doppelhalogenide (meist mit OH, H2O)“, wobei in den Gruppen III/C.01 bis III/C.05 die Fluoride eingeordnet sind. Meniaylovit zusammen mit Leonardsenit, Jakobssonit, Gearksutit, Acuminit, Tikhonenkovit, Artroeit, Creedit, Chukhrovit-(Ca), Chukhrovit-(Y), Chukhrovit-(Ce) und Chukhrovit-(Nd) eine eigenständige, aber unbenannte Gruppe/die „Gruppe“ bildet (Stand 2018).
Die von der IMA zuletzt 2009 aktualisierte 9. Auflage der Strunz’schen Mineralsystematik ordnet den Meniaylovit in die Klasse der „Halogenide“ und dort in die Abteilung der „Komplexe Halogenide“ ein. Diese ist allerdings weiter unterteilt nach der Kristallstruktur bzw. der Art der Verbindung, so dass das Mineral entsprechend seiner Zusammensetzung in der Unterabteilung „Aluminofluoride mit CO3, SO4, PO4“ zu finden ist, wo es zusammen mit Chukhrovit-(Ce), Chukhrovit-(Nd) und Chukhrovit-(Y) die „Chukhrovitgruppe“ mit der System-Nr. 3.CG.10 bildet.
Auch die vorwiegend im englischen Sprachraum gebräuchliche Systematik der Minerale nach Dana ordnet den Meniaylovit in die Klasse der „Halogenide“ und dort in die Abteilung der „Halogenidverbindungen“ ein. Hier ist er ebenfalls in der „Chukhrovitgruppe“ mit der System-Nr. 12.01.05 innerhalb der Unterabteilung „Halogenidverbindungen mit verschiedenen Anionen“ zu finden.

## Chemismus
Gemäß der idealen (theoretischen) Zusammensetzung von Meniaylovit mit der Summenformel Ca4AlSi(SO4)F13·12H2O oder auch der kristallchemischen Strukturformel Ca4[F|AlF6|SiF6|SO4]·12H2O besteht das Mineral im Verhältnis aus vier Calcium- (Ca2+), einem Aluminium- (Al3+) und einem Silicium-Kation (Si4+) sowie einem Sulfat- ([SO4]2−) und 13 Fluor-Anionen (F+). Zudem sind in der Struktur 12 Teile Kristallwasser eingelagert.
Diese Zusammensetzung entspricht einem Massenanteil der einzelnen Elemente von 20,70 Gew.-% Ca, 3,48 Gew.-% Al, 3,63 Gew.-% Si, 4,14 Gew.-% S, 31,88 Gew.-% F, 33,05 Gew.-% O und 3,12 Gew.-% H.

## Kristallstruktur
Meniaylovit kristallisiert kubisch in der Raumgruppe Fd3 (Raumgruppen-Nr. 203) mit dem Gitterparameter a = 16,722 oder 16,710 Å sowie acht Formeleinheiten pro Elementarzelle.

## Bildung und Fundorte
Meniaylovit bildet sich als Verwitterungsprodukt in Vulkaniten unter dem Einfluss vulkanischer Gase. Als Begleitminerale können unter anderem Anhydrit, Gips, Hämatit, Malladrit und Hydrokenoralstonit (ehemals Ralstonit) sowie möglicherweise auch Hieratit.
Außer an seiner Typlokalität und einzigem bekannten Fundort in Russland, dem ersten und zweiten Schlackenkegel am Tolbatschik auf Kamtschatka, konnte das Mineral bisher nur noch in Island an den Vulkanen Krafla im Nordosten, Fimmvörðuháls auf der gleichnamigen Hochebene im Süden und Eldfell auf der Insel Heimaey sowie in nicht näher benannten Lavaröhren auf Hawaii (USA).